# 赤水镇 (开平市)
赤水镇，是中华人民共和国广东省江门市开平市下辖的一个乡镇级行政单位。

## 行政区划
赤水镇下辖以下地区：
赤水圩社区、沙洲圩社区、东山圩社区、沙洲村、羊路村、瓦片坑村、冲口村、和安村、並溪村、塘美村、大津村、步栏村、林屋村、三合村、东山村、长塘村、松南村、高龙村和高山村。

## 景点
- 赤水机场航展（自2018年3月3日首届起每年都举行）